# Centrální tržiště (Valencie)

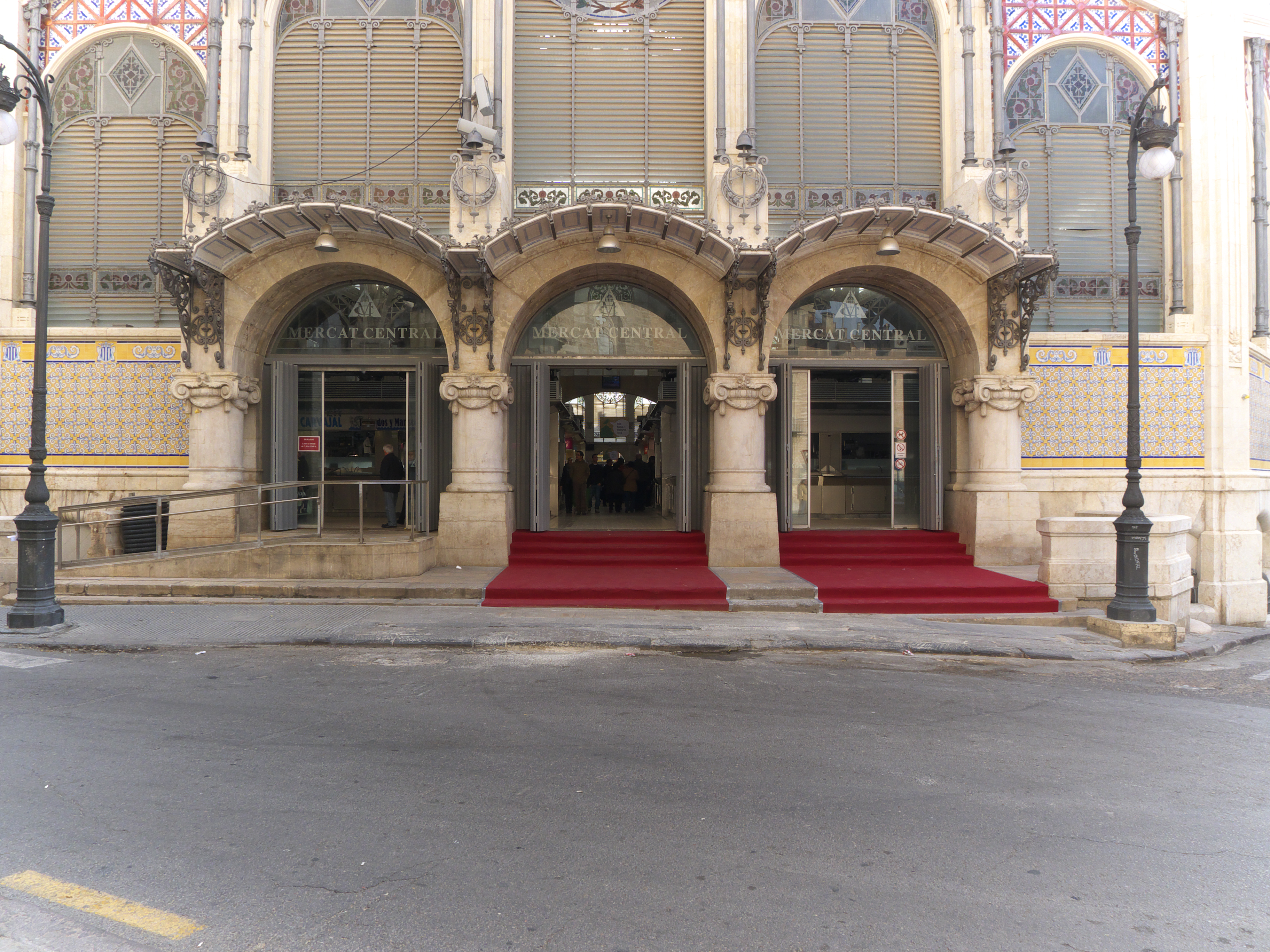
Mercado Central (Valencia)

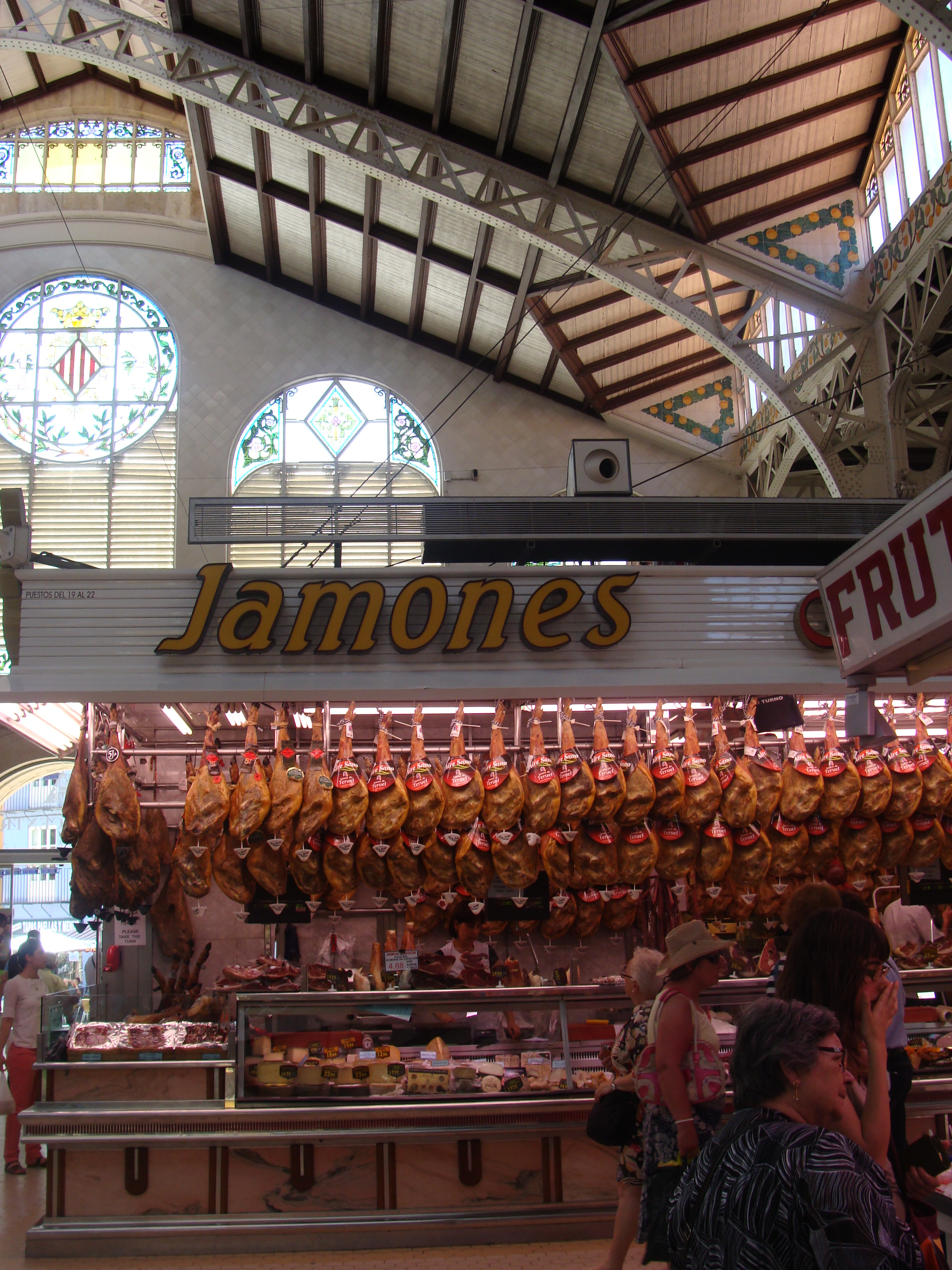
Mercado Central de Valencia (místní specialita - Jamónes)

Centrální tržiště (španělsky Mercado Central de Valencia, katalánsky Mercat Central de Valencia) je veřejné tržiště ve Valencii. Je považováno za jedno z nejstarších stále fungujících evropských tržišť a zároveň jedno z největších svého druhu. Uvnitř budovy tržiště se na více než 8000 čtverečních metrech nachází bezmála 400 obchodů, které jsou rozděleny do dvou částí. Na té menší z nich o rozloze 1800 metrů čtverečních a půdorysu osmiúhelníku sídlí rybí trh, v druhé větší části trhovci nabízí především čerstvé lokální potraviny, ale nachází se zde i několik restaurací, tapas barů a stánků se suvenýry. Součástí stavby je také suterén, který byl původně rybí burzou, dnes je ale využíván jako parkoviště.
Secesní budova tržiště je považována za jednu z nejatraktivnějších a nejnavštěvovanějších ve městě a je oblíbenou zastávkou turistů i místních, obzvláště v ranních hodinách zde vládne jedinečná atmosféra.
Tržiště je v současnosti také důležitým ekonomickým subjektem, nejen kvůli tomu, že se na jeho každodenním chodu podílí přes 1500 lidí, ale především kvůli velkému počtu návštěvníků a významným událostem, které se zde konají.

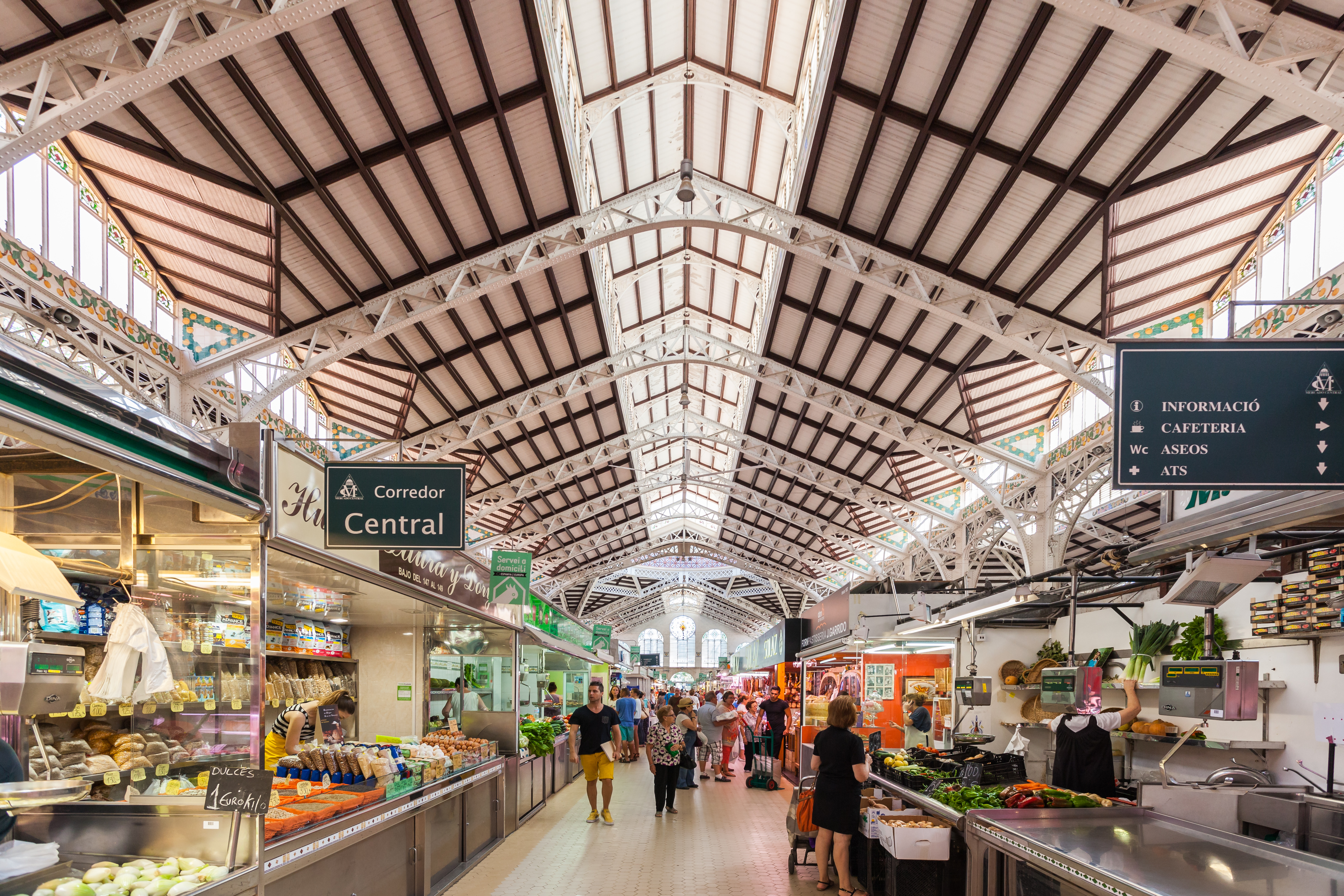
Mercado Central ve Valencii

## Historie
Legenda praví, že na místě dnešní modernistické budovy se původní trh nacházel už ve 14. století. Když se Valencie začala v 19. století rozrůstat, byl místo, kde se dnes tržiště nachází, hojně využíváno pro pořádání pouličních trhů. V roce 1839 bylo otevřeno Mercado Nueve, předchůdce Mercado Central. Na konci 19. století byl současný trh příliš malý pro uspokojení potřeb Valencie a tak městská rada vyzvala v roce 1910 zájemce k předkládání návrhů na tržiště nové. Z šesti prezentovaných projektů vyhrál návrh, jehož autory byli Alejandro Soler March a Francisco Guardia Via, kteří studovali na Barcelonské universitě architektury a spolupracovali s Lluísem Doménechem i Montenarem, známým pro svůj jedinečný modernistický styl (známý jako Katalánský modernismus), který se na budově tržiště mísí se secesí a zároveň odráží jisté prvky prvky okolních budov, tedy gotické burzy hedvábí Llotja de la Seda a goticko-barokního kostela sv. Janů z 13. století, což je nejstarší kostel, který se ve Valencii zachoval.